# Ulvellaceae
Ulvellaceae, porodica zelenih algi. Sastoji se od rodova s devedesetak vrsta. Ime je dobila po rodu Ulvella.

## Rodovi i broj vrsta
1. Acrochaete N.Pringsheim   7
2. Endoderma Lagerheim  3
3. Entocladia Reinke 20
4. Entoderma De Toni 1
5. Epicladia Reinke 9
6. Pringsheimiella Höhnel   2
7. Pseudopringsheimia Wille   1
8. Syncoryne R.Nielsen & P.M.Pedersen  1
9. Trichothyra R.Nielsen & J.McLachlan   1
10. Ulvella P.Crouan & H.Crouan   56